# تاریخچه مدل‌های ترافیک شبکه
طراحی شبکه‌های قدرتمند و قابل اعتماد و همچنین سرویس‌های شبکه نیازمند درک ویژگی‌های ترافیک شبکه است. در طول تاریخ، مدل‌های مختلفی از ترافیک شبکه ایجاد شده‌اند و از آن‌ها برای ارزیابی شبکه‌ها و خدمات موجود استفاده شده‌است.
تقاضا در شبکه‌های رایانه ای قابل پیش‌بینی نیست. مدلسازی عملکرد برای تصمیم‌گیری در مورد سطح کیفیت سرویس ضروری است. مدل‌های عملکردی به نوبه خود به مدلسازی دقیق ترافیکی نیاز دارند که توانایی ضبط مشخصات آماری میزان واقعی ترافیک در شبکه را داشته باشند. بسیاری از مدل‌های ترافیکی بر اساس داده‌های اندازی‌گیری ترافیک ساخته شده‌اند. اگر مدل‌های اصلی ترافیک به‌طور کارآمد خصوصیات ترافیک واقعی را محاسبه نکرده باشند، نتایج ممکن است عملکرد شبکه را به درستی تخمین نزنند. این امر باعث صعف در طراحی شبکه می‌شود. به همین دلیل مدل‌های ترافیک یک جزء اصلی در ارزیابی عملکرد شبکه‌ها هستند و باید بسیار دقیق باشند.
نظریه تله ترافیک (به انگلیسی: Teletraffic)، کاربرد ریاضیات در اندازه‌گیری مدلسازی و کنترل ترافیک در شبکه‌های مخابراتی است. هدف از مدسازی ترافیک یافتن فرآیندهای تصادفی برای نشان دادن رفتار ترافیک است. ارلانگ که در دهه ۱۹۱۰ در شرکت تلفن کپنهاگ کار می‌کرد، ترافیک تلفنی را در سطح تماس توسط توزیع احتمال مشخص برای تماس‌های ورودی جدید و زمان برگزاری آن‌ها، مشخص نمود. ارلانگ مدل‌های ترافیکی را برای تخمین ظرفیت سوئیچ تلفنی موردنیاز جهت محاسبه احتمال مسدود شدن تماس اعمال کرد. فرمول‌های محاسبه شده توسط ارلانگ موردتوجه شرکت‌های عمومی مخابرات همراه قرار گرفت زیرا امکانات تلفن (سوئیچینگ و انتقال) باعث به وجود آمدن سرمایه‌های قابل توجهی می‌شد. طی چندین دهه، کار ارلانگ استفاده از تئوری صف و به‌طور کلی احتمالات را برای مهندسی شبکه تلفن سوئیچی عمومی شبیه‌سازی کرد. نظریه تله ترافیک برای شبکه‌های مبتنی بر بسته در دهه‌های اخیر پیشرفت چشمگیری داشته‌است. پیشرفت‌های قابل توجه در رویکردهای وابسته به محدوده وسیع و روش‌های چند فراکتالی صورت گرفته‌است. در همان زمان مدلسازی ترافیک با تکامل فناوری‌های شبکه و برنامه‌های جدید چند رسانه ای به چالش کشیده شد. به عنوان مثال، فناوری‌های بی‌سیم امکان جابه جایی و تحرک بیشتری را برای کاربران فراهم می‌کنند. برای مدلسازی ترافیک در شبکه‌های بی‌سیم، جابه جایی باید به گونه دیگری موردتوجه قرار گیرد. مدل‌سازی ترافیک یک فرایند مداوم و بی پایان است. مدل‌های ترافیکی نشان دهنده درک فعلی ما از رفتار ترافیک است، اما درک ما با گذشت زمان تغییر و رشد پیدا می‌کند.

## استفاده از مدل‌های ترافیک شبکه
اندازه‌گیری‌ها برای تأیید عملکرد واقعی شبکه مفید و ضروری هستند. با این حال، اندازه‌گیری‌ها سطح انتزاعی را که باعث مفید بودن مدل‌های ترافیکی شود را ندارند. مدل‌های ترافیکی برای حل مسئله فرضی می‌توانند استفاده شوند در حالی که اندازه‌گیری‌های ترافیک فقط واقعیت فعلی را منعکس می‌کنند. از نظر احتمالی (آمار و احتمال)، ردیابی ترافیک مفهوم یک فرایند تصادفی است، در حالی که یک مدل ترافیکی یک فرایند تصادفی است؛ بنابراین، مدل‌های ترافیکی عمومی هستند (جامعیت دارند). ردیابی ترافیک اطلاعاتی راجع به یک منبع ترافیکی خاص ارائه می‌دهد، اما یک مدل ترافیکی اطلاعاتی دربارهٔ همه منابع ترافیکی از آن نوع را ارائه می‌دهد. مدل‌های ترافیکی سه کاربرد عمده دارند. یکی از مهمترین کاربردهای مدل‌های ترافیکی، اندازه‌گیری صحیح منابع شبکه برای سطح هدف کیفیت خدمات (QoS) است. قبلاً اشاره شد که Erlang مدلهای تماس صوتی را برای تخمین ظرفیت سوئیچ تلفنی برای دستیابی به احتمال مسدود شدن تماس هدف ایجاد کرده‌است. به همین ترتیب، برای برآورد منابع بافر و پهنای باند، مدل‌های ترافیک بسته مورد نیاز است تا تأخیرهای قابل قبول بسته و احتمال از دست رفتن بسته را ارائه دهد. دانستن نرخ متوسط ترافیک کافی نیست. از نظریه صف مشخص شده‌است که طول صف با تغییر میزان ترافیک (تنوع ترافیک) افزایش می‌یابد. بنابراین، برای تعیین اندازه کافی بافر در گره‌ها و ظرفیت لینک، درک درستی از انفجار یا تغییرپذیری ترافیک لازم است. دومین استفاده مهم از مدل‌های ترافیک، تأیید عملکرد شبکه تحت کنترل‌های ترافیک خاص است. به عنوان مثال، با توجه به الگوریتم زمانبندی بسته، ارزیابی عملکرد شبکه حاصل از سناریوهای مختلف ترافیک امکان‌پذیر است. برای مثال دیگر، یک زمینه تحقیقاتی متداول، پیشرفت‌های جدید الگوریتم جلوگیری از ازدحام TCP است. این بسیار مهم است که هر الگوریتمی پایدار است و به چندین هاست اجازه می‌دهد تا پهنای باند را به‌طور عادلانه به اشتراک بگذارند در حالی که توان عملیاتی بالایی دارند. ارزیابی مؤثر پایداری، انصاف و توان عملیاتی الگوریتم‌های جدید بدون مدل‌های منبع واقعی امکان‌پذیر نخواهد بود. سومین کاربرد مهم مدل‌های ترافیکی ، کنترل پذیرش است. به‌طور خاص، شبکه‌های اتصال گرا مانند ATM به کنترل پذیرش بستگی دارد به این صورت که اتصالات جدید را مسدود می‌کند تا تضمین‌های QOS حفظ شود. یک استراتژی پذیرش ساده می‌تواند براساس حداکثر نرخ اتصال جدید باشد. اگر پهنای باند موجود بیشتر از حداکثر نرخ باشد، اتصال جدید پذیرفته می‌شود. با این حال، این استراتژی بیش از حد محافظه کارانه خواهد بود زیرا ممکن است یک اتصال با نرخ متغیر به پهنای باند کمتری نسبت به حداکثر سرعت آن نیاز داشته باشد. یک استراتژی پیچیده‌تر برای پذیرش مبتنی بر پهنای باند مؤثر است. رفتار ترافیک منبع به یک پهنای باند مؤثر بین حداکثر میزان و میانگین نرخ ترجمه می‌شود که مقدار مشخصی از پهنای باند مورد نیاز برای تأمین محدودیت QoS مشخص است. پهنای باند مؤثر به تغییرپذیری منبع بستگی دارد.

### معیار مدل‌های ترافیکی شبکه
در سال‌های اخیر انواع مختلفی از رفتار ترافیک، که می‌تواند تأثیر قابل توجهی بر عملکرد شبکه دارد کشف شده‌است: وابستگی از راه دور، خود مشابه ای به و اخیراً، چند عملکردی. دو پارامتر عمده توسط مدل‌های ترافیک شبکه ایجاد شده‌است: توزیع طول بسته و توزیع بسته ورودی. پارامترهای دیگر مانند مسیرها، توزیع مقصد و غیره از اهمیت کمتری برخوردار هستند. شبیه‌سازی‌هایی که از ردیابی‌های تولید شده توسط مدل‌های ترافیک شبکه استفاده می‌کنند، معمولاً یک گره در شبکه مانند روتر یا سوئیچ را بررسی می‌کنند. عواملی که به توپولوژی خاص شبکه یا اطلاعات مسیریابی بستگی دارند، مخصوص آن توپولوژی‌ها و شبیه‌سازی‌ها هستند. مسئله توزیع اندازه بسته امروزه کاملاً شناخته شده‌است. مدل‌های موجود از اندازه بسته‌ها معتبر و ساده اثبات شده‌اند. اکثر مدل‌های اندازه بسته مشکل سفارش در اندازه بسته را در نظر نمی‌گیرند. به عنوان مثال، یک دیتاگرام TCP در یک جهت به احتمال زیاد توسط ACK کوچک در جهت دیگر تقریباً نیمی از یک زمان رفت و برگشت (RTT) ارسال می‌شود. مشکل توزیع بسته‌های ورودی بسیار دشوارتر است. درک ترافیک شبکه طی سالها به‌طور قابل توجهی تکامل یافته و منجر به یک سری تحولات در مدلهای ترافیک شبکه شده‌است.

### مدل‌های ترافیک خودمشابه
یکی از اولین انتقادات به مدل‌های ترافیکی خود مشابه، مشکل در تحلیل ریاضی بود. مدل‌های خود مشابه موجود، در مدل‌های صف متداول قابل استفاده نیستند. این محدودیت به سرعت برچیده شد و مدل‌های عملی ساخته شد. هنگامی که مدل‌های خودمشابه اولیه عملی شد، جامعه مدل‌سازی ترافیک به نگرانی‌های جزئیات رسید. الگوریتم کنترل ازدحام تی.سی. پی موضوع مدل‌سازی ترافیک را پیچیده کرد، بنابراین باید راه حل‌هایی ایجاد شود. برآورد پارامترهای خودمشابه همیشه دشوار بود، و تحقیقات اخیر روش‌هایی را برای مدل‌سازی ترافیک شبکه بدون درک کامل آن مورد بررسی قرار می‌دهد.
- حرکت براونی کسری:

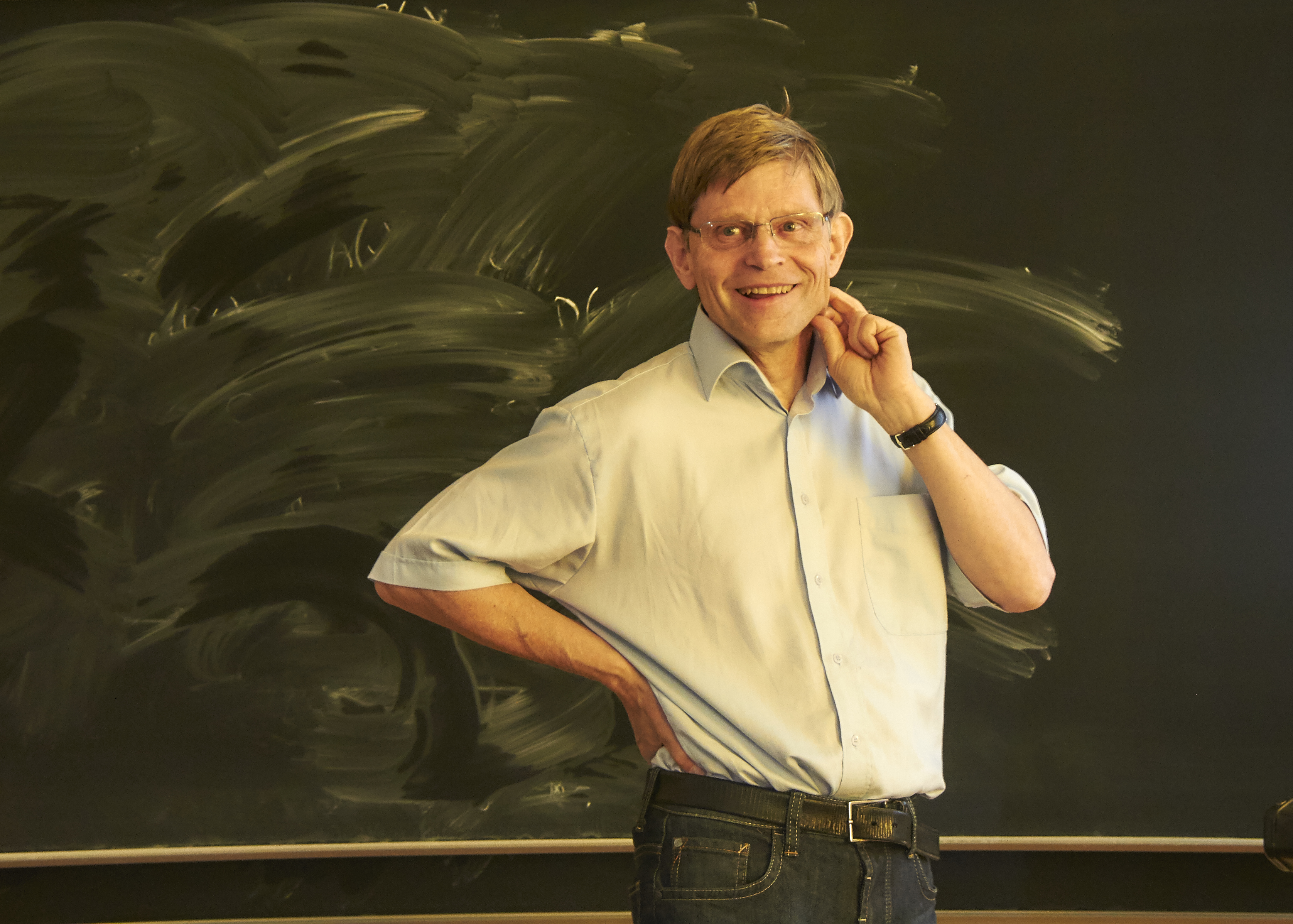
ایلکا نوروس

هنگامی که مدل‌های ترافیک خود مشابه برای اولین بار معرفی شدند، هیچ فرایند کنترل تحلیلی و کارامدی برای تولید مدل‌ها وجود نداشت. ایلکا نوروس یک فرایند تصادفی را برای یک مدل ذخیره‌سازی با ورودی خود مشابه و خروجی نرخ بیت ثابت طراحی کرد. در حالی که این مدل اولیه پیوسته بود تا گسسته، مدلی مؤثر، ساده و جذاب بود.
- نوسان:

همه مدل‌های ترافیک خود مشابه از یک اشکال عمده رنج می‌برند: برآورد پارامترهای خودمشابه از ترافیک شبکه واقعی به داده‌های زیادی احتیاج دارد و محاسبات طولانی تری را می‌طلبد. مدرن‌ترین روش، تجزیه و تحلیل چند وضوح موجک، کارآمدتر است اما هنوز هم بسیار پرهزینه است. این در یک مدل ترافیکی نامطلوب است. در نوسان از یک مدل ساده برای تجزیه و تحلیل و تولید ترافیک شبکه استفاده می‌شود. این مدل ویژگی‌های کاربران، مبادله‌های درخواست پاسخ (RREs)، اتصالات، بسته‌های جداگانه و شبکه کلی را بررسی می‌کند. هیچ تلاشی برای تجزیه و تحلیل خصوصیات خودمشابهتی نمی‌شود. هرگونه خودمشابهتی در ترافیک ایجاد شده به‌طور طبیعی از تجمع بسیاری از منابع روشن/خاموش ناشی می‌شود.
- فرایند توزیع پارتو:

فرایند توزیع پارتو زمان‌های ورود داخلی را به صورت مستقل و یکسان توزیع می‌کند. به‌طور کلی اگر X یک متغیر تصادفی با توزیع پارتو باشد، پس احتمال اینکه X بزرگتر از تعدادی عدد x باشد توسط P (X> x) = (x / x_m) -k برای همه x ≥ x_m که k پارامتر مثبت استش و x_m حداقل مقدار ممکن Xi است بدست می‌آید. توزیع احتمال و توابع چگالی به صورت زیر نشان داده می‌شوند: F (t) = ۱ - (α / t) β جایی که α، β ≥ 0 & t ≥ α f (t) = βαβ t-β-۱ پارامترهای β و α به ترتیب پارامترهای شکل و محل هستند. توزیع پارتو برای مدل ورود خودمشابه در ترافیک بسته بکار می‌رود. همچنین از آن به عنوان توزیع توانی، نمایی مضاعف یاد می‌شود. دیگر ویژگی‌های مهم مدل این است که توزیع پارتو هنگامی که β≥۲ دارای واریانس بی‌نهایت است و هنگامی که β≤۱ است، به میانگین بی‌نهایت دست می‌یابد.
- فرایند توزیع ویبول:

فرایند توزیع شده ویبول بسیار سنگین است و می‌تواند نرخ ثابت در دوره روشن و طول دوره روشن/خاموش مدل کند، هنگامی که ترافیک خودمشابه را با تسهیم منابع روشن خاموش تولید می‌کند. تابع توزیع در این حالت با استفاده از: F (t) = 1 - e- (t / β) α t> 0 و تابع چگالی توزیع وایبول به صورت زیر داده می‌شود: f (t) = αβ-α tα- 1 e - (t / β) α t> 0 که پارامترهای β ≥ ۰ و α> ۰ به ترتیب پارامترهای مقیاس و مکان هستند. توزیع ویبول به توزیع نرمال نزدیک است. برای β≤۱ تابع چگالی توزیع L شکل است و برای مقادیر β> ۱، زنگ شکل است. این توزیع نرخ شکست را با گذشت زمان افزایش می‌دهد. برای β> ۱، نرخ شکست با گذشت زمان کاهش می‌یابد. در، β = ۱، نرخ شکست ثابت است و طول عمر به‌طور نمایی توزیع می‌شود.
- مدلهای خودهمبسته:

مدل خود همبسته یکی از گروه‌های فرمول‌های پیش‌بینی خطی است که تلاش می‌کند خروجی y_n سیستم را بر اساس مجموعه قبلی خروجی‌های {y_k} که k <n و ورودی‌های x_n و {x_k} که k <n است، پیش‌بینی کند. تغییرات جزئی در نحوه محاسبه پیش‌بینی‌ها وجود دارد که بر اساس آن، چندین مدل مختلف ایجاد می‌شود. اساساً، هنگامی که مدل فقط به خروجی‌های قبلی سیستم بستگی دارد، از آن به عنوان یک مدل خودهمبسته یاد می‌شود. اگر فقط به ورودی‌های سیستم بستگی داشته باشد، به عنوان یک مدل میانگین متحرک (MAM) شناخته می‌شود. سرانجام، مدل‌های میانگین خودهمبسته-متحرک آن‌هایی هستند که برای پیش‌بینی خروجی فعلی به ورودی و خروجی بستگی دارند. مدل خود همبسته نظم p که با AR (p) مشخص می‌شود، فرم زیر را دارد: Xt = R1 Xt-1 + R2 Xt-2 +. . . + Rp Xt-p + Wt که Wt نویز سفید است، Ri اعداد واقعی هستند و Xt اعداد تصادفی همبسته را تجویز می‌کنند. عملکرد همبستگی خودکار فرایند AR(P) بسته به واقعی یا خیالی بودن ریشه‌ها مدل شامل امواج سینوسی میرایی است. مدل خود همبسته گسسته سفارش p، که به عنوان DAR (p) نشان داده می‌شود، یک توالی ثابت از متغیرهای تصادفی گسسته با توزیع احتمال و با یک ساختار همبستگی خودکار مشابه مدل خودتنگرسی ترتیب p تولید می‌کند. [۳]
- مدل‌های رگرسیون:

مدلهای رگرسیون صریحاً متغیر تصادفی بعدی را در توالی توسط متغیرهای قبلی در یک پنجره زمانی مشخص و یک میانگین متحرک نویز سفید تعریف می‌کنند. [۵]
- مدل‌های TES:

مدلهای تبدیل-گسترش-نمونه (TES) مدلهای رگرسیون غیر خطی با محاسبات مدول -۱ هستند. هدف آنها گرفتن همبستگی خودکار و توزیع حاشیه ای داده‌های تجربی است. مدل‌های TES از دو فرایند اصلی TES تشکیل شده‌است: TES + و TES–. TES + یک توالی تولید می‌کند که در تأخیر ۱ همبستگی مثبت دارد، در حالی که TES– در تأخیر ۱ همبستگی منفی ایجاد می‌کند.

## مدل‌های ترافیک غیر خودمشابه
مدل‌های اولیه ترافیک از مدل‌های مخابراتی مشتق شده و بر روی سادگی تجزیه و تحلیل متمرکز شده‌اند. آنها معمولاً با این فرض کار می‌کنند که جمع‌آوری ترافیک از تعداد زیادی از منابع باعث صاف کردن انفجارها می‌شود. با افزایش تعداد منابع ترافیکی، این انفجار کاهش می‌یابد.
- مدل توزیع پواسون:

یکی از پرکاربردترین و قدیمی‌ترین مدل‌های ترافیک، مدل پواسون است. توزیع پواسون بدون حافظه مدل غالب است که برای تجزیه و تحلیل ترافیک در شبکه‌های تلفنی سنتی استفاده می‌شود. فرایند پواسون به عنوان یک فرایند تجدید مشخص می‌شود. در یک فرایند پواسون، زمان‌های ورود به صورت نمایی با یک پارامتر نرخ λ توزیع می‌شوند: P {An ≤ t} = 1 - exp (-λt). توزیع پواسون اگر ورود از تعداد زیادی از منابع مستقل باشد که از آنها به عنوان منابع پواسون یاد می‌شود، توزیع مناسب است. توزیع دارای یک میانگین و واریانس برابر با پارامتر λ است. توزیع پواسون می‌تواند به عنوان یک شکل محدود کننده از توزیع دوجمله ای تجسم یابد، و همچنین به‌طور گسترده‌ای در مدل‌های صف استفاده می‌شود. تعدادی از خصوصیات جالب ریاضی وجود دارد که توسط فرایندهای پواسون به نمایش گذاشته شده‌است. در درجه اول، برهم نهی فرآیندهای مستقل پواسون منجر به یک فرایند جدید پواسون می‌شود که نرخ آن مجموع نرخ فرآیندهای مستقل پواسون است. بعلاوه، ویژگی افزایش مستقل، فرایند پواسون را بی حافظه می‌کند. فرآیندهای پواسون در سناریوهای برنامه‌های ترافیکی متشکل از تعداد زیادی جریان مستقل ترافیکی است. دلیل استفاده از این قضیه از قضیه پالم ناشی می‌شود که بیان می‌کند در شرایط مناسب، تعداد زیادی جریان مستقل چندگانه به فرایند پواسون نزدیک می‌شوند زیرا تعداد فرایندها رشد می‌کند، اما نرخ‌های فردی برای ثابت نگه داشتن نرخ کل کاهش می‌یابد. تجمع ترافیک همیشه به یک فرایند پواسون منجر نمی‌شود. دو فرض اصلی که مدل پواسون ارائه می‌دهد عبارتند از: ۱. تعداد منابع بی‌نهایت است. ۲. الگوی ورود ترافیک تصادفی است.
- مدل‌های ترافیک مرکب پواسون:

در مدل ترکیبی پواسون، مدل پایه پواسون گسترش یافته‌است تا دسته‌های بسته هارا را به یک باره تحویل دهد. زمان ورود بین گروهی به صورت نمایی توزیع می‌شود، در حالی که اندازه دسته از نظر ریاضی هندسی است، این مدل دارای دو پارامتر λ، میزان ورود و ρ در (۰٬۱)، پارامتر دسته ای است؛ بنابراین، میانگین تعداد بسته‌ها در یک گروه ۱/ ρ است، در حالی که میانگین زمان رسیدن بین گروهی ۱/ λ است. میانگین ورود بسته‌ها در طول دوره tλ/ ρ است. مدل ترکیبی پواسون برخی از مزایای تحلیلی مدل پواسون خالص را به اشتراک می‌گذارد: مدل هنوز بی حافظه است، تجمع جریان‌ها همچنان (مرکب) پواسون است و محاسبه معادله حالت پایدار هنوز هم کاملاً ساده است، اگرچه پارامترهای دسته ای مختلف برای جریانهای مختلف اشتقاق را پیچیده می‌کند.
- مدل‌های مارکوف و مارکوف تعبیه شده:

مدلهای مارکوف تلاش می‌کنند تا فعالیتهای یک منبع ترافیک را در یک شبکه، توسط تعداد محدودی از حالات، مدل کنند. دقت مدل به صورت خطی با تعداد حالات مورد استفاده در مدل افزایش می‌یابد. با این حال، پیچیدگی مدل نیز با افزایش تعداد حالات به تناسب افزایش می‌یابد. یک جنبه مهم از مدل مارکوف - ویژگی مارکوف بیان می‌کند که حالت بعدی (آینده) فقط به وضعیت فعلی بستگی دارد. به عبارت دیگر، احتمال حالت بعدی که با برخی متغیرهای تصادفی Xn + 1 نشان داده می‌شود، فقط به حالت فعلی که با Xn نشان داده شده‌است بستگی دارد و نه به حالت Xi دیگر، جایی که i<n است. مجموعه متغیرهای تصادفی با اشاره به حالت‌های مختلف {Xn} به عنوان یک زنجیره مارکوف گسسته شناخته می‌شود.
- قطار بسته:

تلاش دیگر برای تهیه یک مدل ترافیک سنگین در مدل قطار بسته Jain و Routhier یافت می‌شود. این مدل اصولاً به این منظور طراحی شده‌است که تشخیص می‌دهد مکان آدرس برای تصمیم‌گیری مسیریابی اعمال می‌شود. یعنی بسته‌هایی که به موقع به هم می‌رسند اغلب به مقصد یکسانی می‌روند. در ایجاد یک مدل ترافیکی که امکان تجزیه و تحلیل آسان‌تر محل را فراهم می‌کند، نویسندگان مفهوم قطار بسته، توالی بسته‌ها از یک منبع، سفر به مقصد یکسان (با پاسخ‌ها در جهت مخالف) را ایجاد کرده‌اند. دنباله‌ها به صورت اختیاری به تریلرهای پشت سر هم تقسیم می‌شوند. ترافیک بین یک منبع و یک مقصد معمولاً شامل یک سری پیام‌های رفت و برگشت است؛ بنابراین، یک سری بسته به یک جهت می‌روند، به دنبال آن یک یا چند بسته پاسخ، و به دنبال آن یک سری جدید در جهت اولیه حرکت می‌کنند. پس از آن مقدار ترافیک یک برهم نهی از قطار بسته هاست است که رفتار قابل توجهی را ایجاد می‌کند. این امر مفهوم کلی ترکیب مدل پواسون را اصلاح می‌کند که مشخص می‌کند که بسته‌ها به گروه‌ها رسیده‌اند با تجزیه و تحلیل اینکه چرا به گروه‌ها می‌رسند و توصیف بهتری از ویژگی‌های گروه. سرانجام، نویسندگان نشان دادند که زمان ورود بسته توزیع پواسون نیست، که منجر به مدلی شد که از تغییرات در موضوع پواسون دور می‌شود. مدل دنباله بسته با پارامترهای زیر و توزیع احتمالات مرتبط با آنها مشخص می‌شود:
- میانگین زمان رسیدن بین قطار
- میانگین زمان ورود بین اتومبیل
- اندازه متوسط کامیون (در مدل تریلر پشت سر هم)
- اندازه قطار متوسط

مدل قطار برای تجزیه و تحلیل و طبقه‌بندی ترافیک واقعی طراحی شده‌است، نه برای تولید بارهای مصنوعی برای شبیه‌سازی؛ بنابراین، ادعای کمی در مورد امکان اجرای قطارهای بسته‌ای برای تولید ترافیک مصنوعی مطرح شده‌است. با توجه به پارامترها و توزیع‌های دقیق، تولید باید ساده باشد، اما به استخراج این پارامترها پرداخته نشده‌است.

## مدل‌های ترافیک امروزه
NS-2 یک شبیه‌ساز محبوب شبکه است. PackMimeHTTP یک تولیدکننده ترافیک وب برای NS-2 است که در سال ۲۰۰۴ منتشر شد. وابستگی‌های دوربرد را در نظر می‌گیرد و از توزیع Weibull استفاده می‌کند؛ بنابراین، برای شبیه‌سازی خودمشابهی حقیقی به دنباله‌های سنگین متکی است. در بیشتر مقیاس‌های زمانی، تلاش موفقیت‌آمیز است. فقط یک شبیه‌سازی طولانی مدت امکان ایجاد تمایز را فراهم می‌کند. این به دنبال پیشنهادهایی است که در آن پیشنهاد شده‌است که فرایندهای خودمشابه می‌توانند به عنوان برهم نهی از بسیاری از منابع که هر یک به صورت جداگانه با توزیع دنباله سنگین مدل شده‌اند، نشان داده شوند. واضح است که مدلهای ترافیک خودمشابه در جریان اصلی هستند.

## مراحل مدل‌های ترافیک شبکه
مدل‌سازی ترافیک شامل سه مرحله است:
1. انتخاب یک یا چند مدل که می‌تواند توصیف خوبی از نوع ترافیک ارائه دهد
2. برآورد پارامترها برای مدل‌های انتخاب شده
3. آزمون آماری برای انتخاب یکی از مدل‌های مورد نظر و تجزیه و تحلیل مطلوبیت آن برای توصیف نوع ترافیک مورد تجزیه و تحلیل.

تخمین پارامتر بر اساس مجموعه ای از آماره‌ها (به عنوان مثال میانگین، واریانس، تابع چگالی یا تابع کوواریانس خودکار، ویژگی‌های چند عملکردی) است که از داده‌های مشاهده شده اندازه‌گیری یا محاسبه می‌شوند. مجموعه آماری استفاده شده در فرایند استنتاج به تأثیری که ممکن است در معیارهای عملکرد اصلی مورد نظر داشته باشند بستگی دارد.

## پارامتر مدل‌های ترافیک شبکه
در سالهای اخیر، انواع مختلفی از رفتار ترافیک، که می‌تواند تأثیر قابل توجهی بر عملکرد شبکه داشته باشد، کشف شد: وابستگی طولانی مدت، شباهت به خود و اخیراً، چند عملکردی. توزیع طول بسته و توزیع بین ورودی بسته، دو پارامتر اصلی تولید شده توسط مدل‌های ترافیکی شبکه می‌باشند. سایر پارامترها، مانند مسیرها، توزیع مقصد و غیره از اهمیت کمتری برخوردار هستند. شبیه‌سازی‌های انجام‌شده معمولاً یک گره تکی در شبکه را مانند روتر یا سوئیچ از ردیابی‌های تولید شده توسط مدل‌های ترافیک شبکه بررسی می‌کنند. فاکتورهایی که به مکان‌شناسی ویژه شبکه یا اطلاعات مسیریابی وابسته هستند، مختص این مکان‌شناسی و شبیه‌سازی‌ها هستند. مسئله توزیع اندازه بسته امروزه کاملاً شناخته شده‌است. ثابت شده‌است که مدل‌های موجود از اندازه‌های بسته معتبر و ساده هستند. اکثر مدل‌های اندازه بسته مشکل ترتیب در اندازه بسته را در نظر نمی‌گیرند. به عنوان مثال، یک دیتاگرام TCP در یک جهت احتمالاً توسط یک ACK کوچک در جهت دیگر تقریباً در نیمی از یک زمان رفت و برگشت (RTT) پی‌گیری می‌شود. مشکل توزیع بسته‌های بین ورودی بسیار دشوارتر است. درک ترافیک شبکه طی سالیان متمادی به‌طور قابل توجهی تکامل یافته و منجر به یک سری تحولات در مدلهای ترافیک شبکه شده‌است.